# Бирштонское самоуправление
Бирштонское самоуправление (лит. Birštono savivaldybė) — муниципальное образование в Каунасском уезде Литвы. Образовано в 2000 году на территории города Бирштонас и части Пренайского района.

## Населённые пункты
- 1 город — Бирштонас — 3225 (2001);

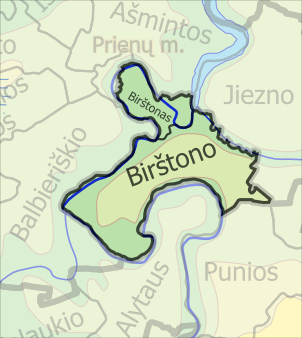
Административное деление Бирштонского самоуправления

- 49 сельских населённых пунктов.